# Johan Falkberget
Johan Peter Falkberget est un écrivain norvégien né le 30 septembre 1879 à Rugldalen, sur le territoire de Glåmos, près de Røros et mort le 5 avril 1967 à Røros. Ce romancier, qui n'oublie jamais ses racines familiales triséculaires de montagnards à la fois mineurs et paysans du canton de Røros, a écrit en riksmål des ouvrages décrivant avec méticulosité et sympathie la vie rude de sa contrée natale. Les peintures aux vives couleurs et aux nuances précises de la vie populaire ont conduit le vieil écrivain au firmament de la littérature norvégienne d'après-guerre.

## Un écrivain historien et conteur des milieux paysans-ouvriers

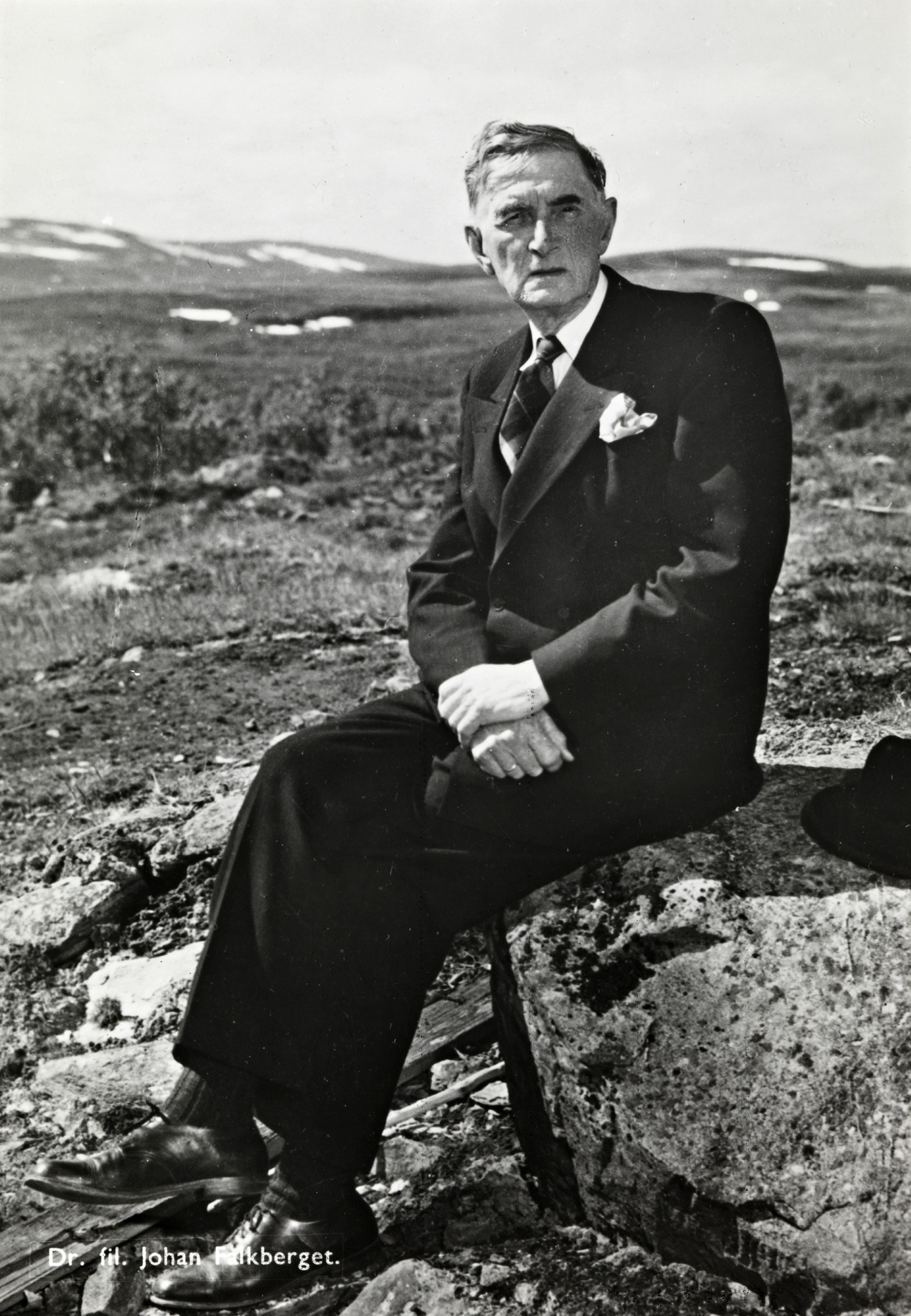
Johan Falkberget vers 1950

Imprégné par l'histoire, les mœurs et les vicissitudes de sa vallée natale de Norvège septentrionale, Johan Falkberget a décrit la rude et austère existence des mineurs paysans montagnards qui constituent le double métier de la plupart de ses ancêtres. Christianus Sextus constitue ainsi une épopée populaire du travail : le véritable personnage de ce roman historique sur le XVIIIe siècle est la mine. L'auteur qui consulte avec pertinence des sources de documentation distingue les travailleurs des villes de ceux de la campagne. La seconde activité trouve son origine dans un passé médiéval alors que la première est liée aux révolutions modernes des transports et de l'industrie.
Incité à la lecture par son père, grand lecteur de Victor Hugo et de Émile Zola, initié à l'art du conte par sa mère et son oncle, Johan Peter a assimilé très jeune une tradition familiale très riche et il en gardé un souci constant de raconter une histoire authentique et psychologiquement crédible. Il n'en a pas moins travaillé à la mine de 8 à 26 ans avant d'entamer prudemment une carrière littéraire. Son premier livre est paru en 1901, mais il faut attendre l'opus Montagnes noires qui révèle un jeune auteur appliqué et prometteur au public scandinave en 1907. Le roman Lisbeth sur la montagne, publié en 1914, établit définitivement la réputation d'un écrivain au style sobre et aux puissantes images et évocations. Au-delà de la simple trame qui s'attache à la vie de Lisbeth, à ses relations difficiles avec son mari Björn Hallvarne, puis avec son amant Sivert Fjölebu, le roman montre une épopée de la souffrance humaine et les incessantes luttes, non sans tendres répits, contre les forces naturelles.
Les hautes terres de sa contrée natale prennent l'aspect d'un paysage marqué par l'ambiguïté, paysage tantôt de féerie tantôt de cauchemar. Les personnages populaires ne sont pas stéréotypés : ce sont des caractères particuliers mus par une puissante volonté de tous les instants, emportés par une sorte d'instinct de survie incorporé qui perce parfois en une insouciante cruauté. Une fois écaillée la rude écorce, ces êtres hors de danger se révèlent pourtant des âmes sensibles et ouvertes aux mystères.
La quatrième vigile, paru en 1923, est également un roman historique, dont l'action teintée de romantisme noir et de réalisme s'accomplit pendant les nombreuses années grises de froid, de faim et de guerre, entre 1807 et 1815. Par le personnage principal de Benjamin Sigismond, jeune pasteur récemment installé avec sa femme et ses enfants dans un centre minier, il apporte le procès de l'orgueil et de l'autorité prétendue souveraine. Le prêtre prétend apporter la loi d'airain de Dieu et parvient en usant d'une inflexible autorité à triompher des âmes rebelles. Mais l'intraitable pasteur, donneur de conseils pour être à son image vertueux sans tache ni péché, succombe à l'amour d'une jeune paysanne et cause au terme de péripéties la mort de deux vies humaines. Brisé par ce drame, le pasteur Sigismond qui voulait faire plier les têtes devant l'ordre divin comme aux temps anciens se voue désormais à la pénitence et à l'expiation.
Le roman tantôt épique tantôt tragique dévoile vivement un fond de sympathie avec le monde des humbles laborieux, porteurs, quoi qu'il en coûte, des proverbes empreints de sagesse, de la chaleur humaine et de la vraie joie. Cette toile de fond est porteuse d'un humour exubérant : de brusques interruptions de scènes dramatiques laissent la place à des danses et des ripailles, le rude forgeron Ol-Kalenera qui se change en violoneux et en sacristain garde un langage savoureux et truculent.

## De l'art de survivre à l'art de résister

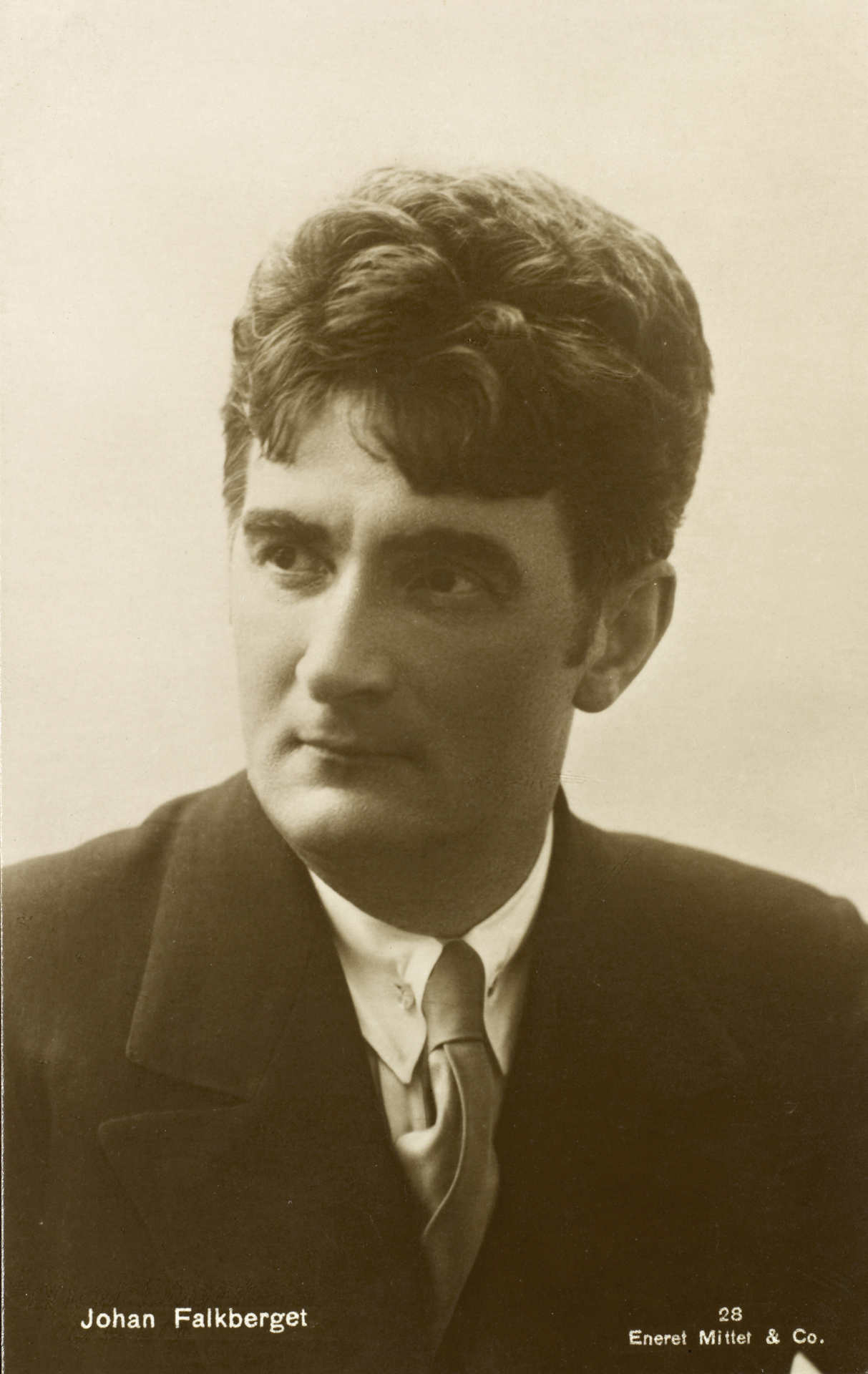
Johan Falkberget

L'héroïne An-Magritt des quatre volumes de l'opus Le pain de la nuit est une figure exemplaire du patriotisme des humbles. Elle exprime l'idéal de bonté pure. Si le pain de la nuit désigne le minerai, le thème dominant est l'engagement social et le contexte réel de l'écriture, de la résistance norvégienne après la brève et violente conquête allemande en 1940 et la mise sous tutelle de l'État à la lente reconstitution d'un pays détruit et ruiné, explique également le déploiement de l'œuvre, paradoxalement rigoureuse et construite sur une histoire du XVIIe siècle.
Les premiers écrits, de Ours à Murmure de printemps, montrent ce que le jeune auteur Falkberget connaît en premier lieu et sait raconter, la vie des montagnards qu'il a observés et qu'il côtoie. La fraternité sociale est dévoilée par les romans de sa maturité littéraire. Sa langue se charge d'évocations symboliques mais cette mutation lui impose une documentation encore plus minutieuse au fur et à mesure qu'il plonge dans l'histoire et s'éloigne d'un monde familier. Il évoque la peine des hommes dans les romans d'avant 1920 et marque l'opposition binaire, si caractéristique de la Norvège littéraire, entre charité et violence, ces temps d'insouciance populaire et cette rigueur implacable du monde réel. La transformation du paysan, survivant au besoin grâce à une pénible tâche complémentaire, en ouvrier moderne dépendant puis captif jusqu'à perdre la maîtrise de sa subsistance et le choix de sa vie. La quatrième nuit de veille est l'apprentissage de l'humilité devant Dieu tout en montrant le respect et la douceur envers le petit peuple.
Les deux dernières œuvres de longue haleine proposent une perspective visionnaire à la culture populaire. Elles baignent dans une étrange atmosphère d'un monde composite autour de la mine, oscillant entre l'âge classique et le Temps des Lumières. L'auteur tente une synthèse symbolique des traits de la culture occidentale, essayant de réconcilier, sans que lui importe d'ailleurs la manière anachronique, le luthéranisme, le catholicisme, le paganisme, le socialisme populaire. Pour expliquer cet ample regroupement, il faut signaler le ralliement de l'auteur à la mystique du mouvement chrétien d'Oxford, ici dès le milieu de l'entre-deux-guerres importé par le cercle littéraire catholique animé par le berguenois Ronald Fangen. Cette quête des valeurs, de ce qui est l'invisible de nos sociétés radiophoniques ou médiatiques, s'exalte là où la révolte sociale rejoint l'idéal chrétien.
L'écrivain appartient au courant néoromantique par l'expression de ses sentiments et au courant réaliste par son écriture documentée.

## Une figure maîtresse du champ littéraire après 1950
Les œuvres de l'écrivain mature ont un grand pouvoir d'envoûtement, l'esprit de l'auteur semble s'effacer pour laisser libre cours à l'imagination du lecteur. Ce peintre de la lutte intérieure des âmes et cet observateur de la farouche adaptation à la nature sait multiplier les images saisissantes sans perdre la poésie du moment ou de la situation. Il témoigne de sa connaissance du monde ouvrier parce qu'il connaît les différentes facettes disparates de ce monde populaire et qu'il perçoit avec acuité l'identité des traditions ou des héritages spécifiques.
Il fallait sans doute cette forte voix de la résurgence populaire pour réconcilier la Norvège meurtrie par la longue occupation et collaboration nazie et dévastée par la guerre des côtes et évacuer les insidieuses oppositions sociales de l'entre-deux-guerres. Avec Sigurd Evensmo (en) et Tarjei Vesaas, Johan Falkberget devient une des figures majeures de la rémanence du champ littéraire norvégien. Alors que les géants des lettres scandinaves, vieillis ou accablés à l'instar d'un Knut Hamsun et de Sigrid Undset, ne peuvent s'adapter à ce monde qui leur échappe par l'esprit comme par le corps.

## Œuvres d'un romantique sincère
Premiers romans et nouvelles:
- Ours, 1903.
- Murmure de printemps, 1904.

Outre des recueils de nouvelles, des poèmes et des articles divers orientant le champ littéraire, il a écrit de grands romans :
- Montagnes noires, traduction de Svarte fjelde, 1907.
- Le grand hiver, 1911.
- Eli Sjursdotter, 1913.
- Lisbeth sur la montagne [traduction française par l'éditeur Gallimard en 1943], traduction de Lisbet paa Jarnfield, 1914.
- Braendoffer, 1917.
- Bør Børsen, 1920.
- Quadrième veillée, La quadrième nuit de veille ou La quadrième veille [traduction française par l'éditeur Plon en 1960], traductions possibles de Den fjerde nattevakt, 1923.
- Trilogie Christianus Sextus ou Christianus-Rex, 1927-1935.
- Tétralogie Le pain de la nuit, traduction de Nattens Brød, 1940-1961.